# كزاز
الكزاز أو التيتانوس (بالإنجليزية: Tetanus)‏ هو مرض حاد ينتج عن تلوث الجروح بالجراثيم التي تحمل بداخل الأبواغ. والأبواغ تحمل بداخلها البكتيريا التي تبدأ بالنمو موضعيًا في الجرح نفسه، وتنتج سمًا قويًا يمتصه الجسم ويؤدي إلى تقلصات مؤلمة في العضلات وتقلص في عضلات الحنك وتشنجات متوترة. هذا المرض يأتي بصورة أوبئة. ولا ينتقل مباشرة من شخص لآخر. ويموت من جراء هذا المرض 35-70% ممن يصابون به. وجرثومة الكزاز تعيش في أمعاء الحيوان والإنسان.
المصاب بالمرض لا يتطلب عزلة عن الآخرين، ولا يجري عليه أي حجر صحي. دور الحضانة يتراوح من أربعة أيام إلى ثلاثة أسابيع (والمعدل هو عشرة أيام)، وأكثر الحالات تحصل قبل اليوم الرابع عشر. لا يكتسب المرء مناعة دائمة بعد شفائه من المرض ويمكن أن يصاب به مرة ثانية. لذلك يجب تحصين الأشخاص بعد الشفاء من المرض. وبما أن هذا المرض يقع في كل الأعمار فمن الضروري الاحتفاظ بمناعة كافية ضده وتعميم التلقيح ضد الكزاز لكل الأعمار. وهذا التلقيح يؤمن الوقاية من المرض 100% تقريبًا، واستعماله يغني أيضًا عن استعمال المصل المحصن وهكذا يتسنى تجنب الحساسية التي تعقب استعمال مثل هذه الأمصال.
وللقاح ضد الكزاز تستعمل تراكيب سمومية (توكسيد) كمولدات للمضادات (لها خاصية تنبيه إفراز الأجسام المضادة). يعطى اللقاح ضد الكزاز على ثلاث جرعات بفترة شهر إلى شهرين بين كل منها، وتعطى جرعة منبهة كل ثمانية إلى عشر سنوات. في حال إصابة الشخص بجرح يجب اتخاذ الإجراءات لمنع حدوث الكزاز، فإذا كان الشخص محصنًا كما يجب فكل ما يلزم في هذه الحالة هو إعطاء جرعة منبهة جديدة خلال 24 ساعة من الإصابة. وهذا الإجراء يجدد تكوين الأجسام المضادة خلال ستة أيام ويبقى الشخص بدون حاجة إلى استعمال المصل المحصن ضد الكزاز. أما إذا تأخر إعطاء الجرعة المنبهة عن الـ 24 ساعة أو كان تلوث الجرح كثيرًا ففي هاتين الحالتين يجب إعطاء جرعة منبهة من اللقاح بالإضافة إلى الجرعة المطلوبة من المصل المحصن.
يصيب الكزاز الأطفال المولودين حديثًا في الأيام الأولى من حياته نتيجة تلوث السرة عند قطع الحبل السري من جراء استعمال أدوات غير مطهرة أو عدم نظافة أيدي الطبيب أو القابلة أو الممرضة. وهذه الإصابة خطرة جدًا على الطفل لهذه الأسباب تشمل الوقاية من مرض الكزاز التوعية الصحية الموجهة إلى الناس عامة، وإلى القابلات والممرضات مع التركيز على فعالية التحصين وطرق استعمال التوكسيد والمصل المحصن. وتشمل الوقاية أيضًا تحصين المرأة الحامل وإعطائها جرعة منبهة في حالة كونها محصنة.

## العلاج
يعالج المصاب بمرض الكزاز بإعطائه جرعات كبيرة من المصل المحصن ومضادات حيوية وبعد شفاءه يحصن من جديد باستعمال التوكسيد (لقاح الكزاز).
يجب تنظيف الجرح. يجب إزالة الأنسجة المصابة بجراحة تنظيرية. تناول المضادّ الحيوي ميترونيدازول، يقلّل من أعداد البكتيريا ولكن لا يؤثر على سموم هذه البكتيريا. استُخدم البنسلين في الماضي لعلاج الكزاز ولكنه لم يعد العلاج الأمثل بسبب خطر نظري من زيادة التشنّجات ولكن ينصح باستعماله في حال عدم توفّر الميترونيدازول. يجب تطعيم كل المصابين بالكزاز ضد هذا المرض أو إعطائهم جرعات منشّطة.

## علم الأوبئة
تقدّر منظمة الصحة العالمية أن 59000 مولود جديد عالمياً ماتوا عام 2008 نتيجة لمرض الكزاز13. في الولايات المتحدة يصاب 50-100 شخص سنوياً بالكزاز معظم الحالات في الولايات المتحدة تحدث مع الأشخاص غير المطعّمين.
وتلتزم جميع الدول، في جميع أنحاء العالم، بالقضاء على الكزاز الأمومي والوليدي (MNT)، أي تقليل انتشار مرض الكزاز الوليدي إلى أقل من حالة واحدة لكل 1000 حالة ولادة حية سنويًا في كل منطقة. واعتبارًا من أغسطس/آب عام 2015، لا تزال 21 دولة غير متمكنة من القضاء على الكزاز الأمومي والوليدي.

## وصلات خارجية
- الكزاز (نقلاً عن صفحة هيئة الخدمات الصحية الوطنية (المملكة المتحدة) NHS البريطانية، بتاريخ 4.2.2010) (بالإنجليزية)
- الكزاز (نقلا عن صفحة MedlinePlus بتاريخ 4.2.2010] (بالإنجليزية)
- http://www.who.int/immunization_monitoring/diseases/MNTE_initiative/en/index.html
- https://www.who.int/immunization/diseases/tetanus/ar/
- http://www.cdc.gov/vaccines/pubs/pinkbook/downloads/tetanus.pdf